# Scorpaenopsis orientalis
Scorpaenopsis orientalis là một loài cá biển thuộc chi Scorpaenopsis trong họ Cá mù làn. Loài này được mô tả lần đầu tiên vào năm 2002.

## Từ nguyên
Tính từ định danh orientalis trong tiếng Latinh có nghĩa là "ở hướng đông", hàm ý đề cập đến phân bố của loài cá này ở Nhật (thuộc miền Viễn Đông).

## Phân bố
S. orientalis ban đầu chỉ được biết đến ở miền nam Nhật Bản (gồm bờ đông đảo Kyushu, một số đảo nhỏ trong quần đảo Ōsumi và quần đảo Ogasawara), sau này mới được phát hiện ở phía nam đảo Đài Loan (trong vùng biển thuộc Vườn quốc gia Khẩn Đinh). S. orientalis có thể có phân bố rộng hơn ở những vùng biển ấm Đông Á.

## Mô tả
Chiều dài lớn nhất được ghi nhận ở S. orientalis là 27,8 cm. Thân và đầu lốm đốm, màu đỏ sẫm đến nâu, có nhiều vệt vàng nhạt, phần bụng màu cam. Các tua trên đầu và lưng màu hồng viền trắng, các tua nửa thân dưới màu cam nhạt. Vây lưng đỏ sẫm với sọc gợn sóng màu trắng và vàng nhạt. Vây hậu môn, vây bụng, vây ngực và vây đuôi có màu cam đỏ có các sọc trắng. Phần giữa vây đuôi có màu vàng nhạt.
S. orientalis thuộc nhóm Scorpaenopsis oxycephala, đặc trưng bởi mõm dài.
Số gai vây lưng: 12; Số tia vây lưng: 9; Số gai vây hậu môn: 3; Số tia vây hậu môn: 5; Số tia vây ngực: 17–19; Số gai vây bụng: 1; Số tia vây bụng: 5.